# Сант Ањело
Сант Ањело (итал. Sant'Agnello) је насеље у Италији у округу Напуљ, региону Кампанија.
Према процени из 2011. у насељу је живело 7674 становника. Насеље се налази на надморској висини од 78 м.

## Становништво
| 1931. | 1936. | 1951. | 1961. | 1971. | 1981. | 1991. | 2001. | 2011. |
| ----- | ----- | ----- | ----- | ----- | ----- | ----- | ----- | ----- |
| 4.772 | 4.968 | 5.427 | 5.936 | 7.241 | 7.954 | 8.183 | 8.421 | 9.029 |